# Cheiloneurus inimicus
Cheiloneurus inimicus är en stekelart som beskrevs av Compere 1925. Cheiloneurus inimicus ingår i släktet Cheiloneurus och familjen sköldlussteklar.
Artens utbredningsområde är Peru. Inga underarter finns listade i Catalogue of Life.